# Montserrat (département)
Pour les articles homonymes, voir Montserrat.
1812–1813
Entités précédentes :
- Royaume d'Espagne de Joseph Bonaparte

Entités suivantes :
- Bouches-de-l'Èbre-Montserrat

Le département de Montserrat est un ancien département français, situé sur l'actuel territoire de l'Espagne et de la communauté autonome de Catalogne, avec la ville de Barcelone pour chef-lieu.

## Histoire
Le département est créé par un décret du 26 janvier 1812,, lors de l'annexion de la Catalogne par l'Empire français. Il est divisé en trois arrondissements dont les chefs-lieux sont les villes de Barcelone, Manresa et Vilafranca del Penedès.
Après un peu plus d'un an d'existence, le département est supprimé et fusionné le 7 mars 1813 avec celui voisin des Bouches-de-l'Èbre pour former le département des Bouches-de-l'Èbre-Montserrat, mais l'administration civile y est alors supprimée et remplacée par un gouvernement militaire.
Le département de Montserrat demeure au statut juridique incertain, car il est annexé à l'Empire par un décret du 26 janvier 1812 qui n'est cependant jamais publié au Bulletin des lois de l'Empire français et n'est pas non plus officialisé par un sénatus-consulte.

## Préfet
| Période      | Période   | Identité                  | Fonction précédente            | Observation                                    |
| ------------ | --------- | ------------------------- | ------------------------------ | ---------------------------------------------- |
|              |           |                           |                                |                                                |
| février 1812 | mars 1813 | Achille Libéral Treilhard | secrétaire général de la Seine | Préfet des Bouches-de-l'Èbre-Montserrat (1813) |